# Witwe

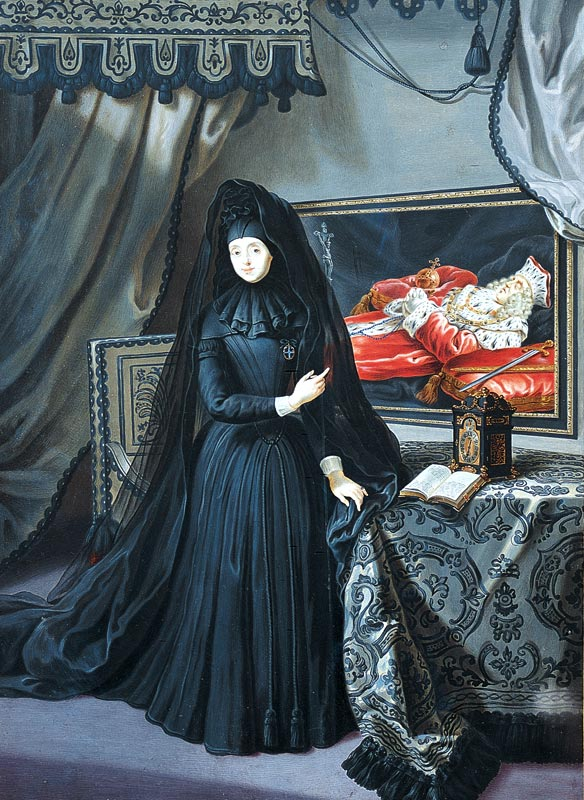
Anna Maria Luisa de’ Medici als trauernde Witwe (Gemälde von Jan Frans van Douven, 1717)

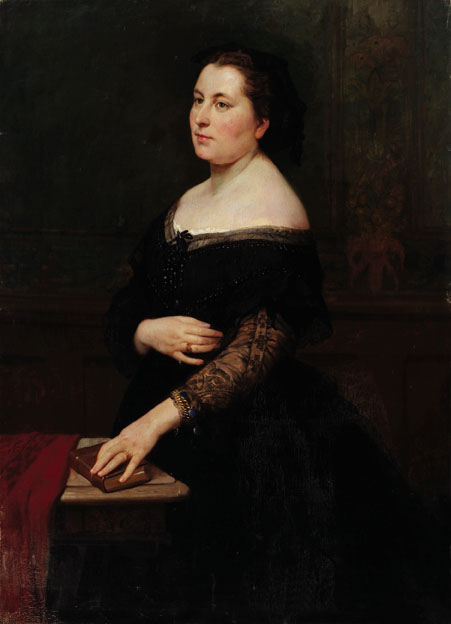
Porträt einer Frau mit Gebetbuch (Gemälde von Marie Wiegmann, 1864)

Eine Witwe (kurz Wwe.) oder ein Witwer (Wwr.) ist eine Person, deren Ehepartner bzw. Ehepartnerin verstorben ist (schweizerisch auch Witmann und Wittib).
Die Kennzeichnung verwitwet ist neben ledig, verheiratet und geschieden eine der vier Arten eines Familienstandes. Diese Kategorie existiert in verschiedenen Kulturen weltweit. Im erweiterten Sinne bezieht sich der Ausdruck rechtlich auch auf gleichgeschlechtliche Ehen oder eingetragene Partnerschaften, nicht aber auf andere Formen von Lebensgemeinschaften.

## Die WörterWitwe / Witwer
Die grammatisch männliche Form Witwer ist von Witwe abgeleitet und ist damit einer von nur wenigen Fällen im Deutschen, wo eine männliche Personenbezeichnung von einer weiblichen abgeleitet ist (siehe zu diesem Thema Movierung #Movierung von weiblich zu männlich).
Im modernen Sprachgebrauch finden sich auch die Bezeichnungen Verwitweter und Verwitwete.
Die heute noch im Schweizerischen gebräuchliche Bezeichnung Wittib stammt aus dem süddeutschen Sprachraum und verbreitete sich vor allem ab dem Spätmittelhochdeutschen; in der geschriebenen Sprache herrscht in neuerer Zeit aber die Form Witwe vor.

## Demografie
Die Zahl der Witwen ist höher als die der Witwer. Ursachen dafür sind die höhere Lebenserwartung von Frauen und der Altersunterschied bei der Heirat (Frauen sind / waren meist jünger als ihre Männer). Eine häufige Ursache für Verwitwung ist in bestimmten Altersjahrgängen, dass verheiratete Männer in großer Zahl in einem Krieg als Soldaten sterben.

## Soziale Stellung
Die Versorgung von Witwen sowie Waisen ist ein wichtiges Thema in der Geschichte der Fürsorge und später des Sozialstaates, vor allem nach Kriegen, die viele „Kriegerwitwen“ hinterlassen haben.
In einigen Kulturen gilt das Leben einer Witwe als wertlos, was sich in Bräuchen wie der Witwenverbrennung (Sati) ausdrückt, die selbst heute noch gelegentlich in Indien illegal praktiziert wird.
In streng patrilinearen Gesellschaften existiert auch heute noch der Brauch der Schwagerehe, wo ein Bruder des Verstorbenen dessen Witwe heiratet, um seine Linie fortzusetzen.
Beim Tode des Ehepartners wurde vielfach eine einjährige Trauerzeit als angemessen betrachtet, besonders für Witwen, so dass in dieser Zeit eine neue Partnerschaft oft ausgeschlossen war.

## Rechtslage in Deutschland
In Deutschland wird der überlebende Lebenspartner einer eingetragenen Lebenspartnerschaft im allgemeinen Sprachgebrauch ebenfalls als Witwe bzw. Witwer bezeichnet. Eine rechtliche Gleichstellung mit Witwen bei der Hinterbliebenenversorgung wurde Anfang des Jahres 2005 in der gesetzlichen Rentenversicherung eingeführt, bei Beamten wurde sie in den vergangenen Jahren umgesetzt und bei Angehörigen der freien Berufe steht sie zum Teil noch aus.
Eine Hinterbliebenenrente wird nicht gezahlt, wenn die Heirat innerhalb eines Jahres vor dem Tod des Verstorbenen erfolgte, sofern nicht nach den besonderen Umständen des Einzelfalles die Annahme gerechtfertigt ist, dass es nicht der alleinige oder überwiegende Zweck der Heirat gewesen war, einen Anspruch auf Hinterbliebenenversorgung zu begründen (so genannte Versorgungsehe).

## Rezeption
Dass Witwen eine „gute Partie“ sein können, wurde literarisch beispielsweise in der Lustigen Witwe von Franz Lehár aufgenommen: Die reiche Dame wird heiß umschwärmt und weiß ihr Witwendasein zu nutzen, um nach dem Tode ihres Mannes in größerer, auch finanzieller Freiheit zu leben.
Das Sujet der (treulosen) Witwe findet seine klassische Ausprägung in der antiken Fabel der Witwe von Ephesus, die vielfältig, u. a. von Jean de La Fontaine in Die Matrone von Ephesus, literarisch rezipiert wird.